# Медаль Александера Грема Белла
Медаль Александера Грема Белла (англ. IEEE Alexander Graham Bell Medal) — медаль, яку засновано у 1976 році міжнародною некомерційною асоціацією «Інститутом інженерів з електротехніки та електроніки» (IEEE) для нагородження за видатні фундаментальні дослідження і прикладні розробки в галузі комунікацій. Є найвищою нагородою організації.

## Історія
У 1976 році виповнилось 100 років з дня винайдення телефона Александером Гремом Беллом. В ознаменування цієї події комісія IEEE заснувала Медаль Александера Грема Белла для нагородження за видатні фундаментальні дослідження і прикладні розробки в галузі комунікацій. Спонсором виступила компанія Bell Telephone Laboratories (з 2006 спонсором виступає дослідницький центр компанії Alcatel-Lucent).
Нагороду можуть присуджувати одній особі або групі до трьох осіб. Крім золотої медалі вручаються бронзова копія медалі, сертифікат і грошова премія.

## Лауреати нагороди
З 1976 до 2020 року нагороду отримали:
| Рік  | Лауреат                                                    | Обґрунтування нагороди |
| ---- | ---------------------------------------------------------- | --- |
| 1976 | Амос Едвари Джоел William Keister Реймонд Вайбель Кетчледж | За концепцію та розробку електронних комутаційних систем та їх ефективне впровадження в загальнонаціональну телефонну систему Оригінальний текст (англ.) [«For conception and development of Electronic Switching Systems and their effective introduction into a nation-wide telephone system»] Помилка: [undefined] Помилка: {{Lang}}: немає тексту (допомога): не вказано код мови (допомога) |
| 1977 | Ебергардт Рехтін                                           | За новаторський та тривалий внесок у технологію зв'язку космічних апаратів та за лідерство в оборонних телекомунікаціях Оригінальний текст (англ.) [«For pioneering and lasting contributions to deep-space-vehicle communications technology and for leadership in defense telecommunications»] Помилка: [undefined] Помилка: {{Lang}}: немає тексту (допомога): не вказано код мови (допомога) |
| 1978 | М. Роберт Аарон Джон Салліван Майо Ерік Іден Самнер        | За особистий внесок і керівництво у практичній реалізації високошвидкісних цифрових комунікацій Оригінальний текст (англ.) [«For personal contributions to, and leadership in, the practical realization of high-speed digital communications»] Помилка: [undefined] Помилка: {{Lang}}: немає тексту (допомога): не вказано код мови (допомога) |
| 1979 | Хрістіан Якобеус                                           | За новаторські роботи в теорії систем комутації та технічне керівництво розробкою телекомунікаційних систем Оригінальний текст (англ.) [«For pioneering work in the theory of switching systems and technical leadership in the development of telecommunication systems»] Помилка: [undefined] Помилка: {{Lang}}: немає тексту (допомога): не вказано код мови (допомога) |
| 1980 | Річард Ралстон Г'ю                                         | За внесок у загальнонаціональну та міжнародну телефонну мережу та, зокрема, впровадження в ній електронного комутатора Оригінальний текст (англ.) [«For his contributions to the nationwide and international telephone network and, particularly, the introduction of electronic switching therein»] Помилка: [undefined] Помилка: {{Lang}}: немає тексту (допомога): не вказано код мови (допомога) |
| 1981 | Девід Слепян                                               | За фундаментальний внесок у теорію комунікації Оригінальний текст (англ.) [«For fundamental contributions to communication theory»] Помилка: [undefined] Помилка: {{Lang}}: немає тексту (допомога): не вказано код мови (допомога) |
| 1982 | Гарольд Розен                                              | За новаторський внесок і лідерство в галузі геостаціонарних супутників зв'язку Оригінальний текст (англ.) [«For pioneering contributions to, and leadership in, geostationary communication satellites»] Помилка: [undefined] Помилка: {{Lang}}: немає тексту (допомога): не вказано код мови (допомога) |
| 1983 | Стефен Райс                                                | За його внесок у фундаментальне розуміння систем зв'язку та у математики, яка лежить в її основі, а також за надихання молодих вчених та інженерів Оригінальний текст (англ.) [«For his contributions to the fundamental understanding of communications systems and to the underlying mathematics, and for inspiring younger scientists and engineers»] Помилка: [undefined] Помилка: {{Lang}}: немає тексту (допомога): не вказано код мови (допомога)                                                            |
| 1984 | Ендрю Вітербі                                              | За фундаментальний внесок у теорію та практику телекомунікацій та за лідерство у навчанні Оригінальний текст (англ.) [«For fundamental contributions to telecommunication theory and practice and for leadership in teaching»] Помилка: [undefined] Помилка: {{Lang}}: немає тексту (допомога): не вказано код мови (допомога) |
| 1985 | Чарльз Куен Као                                            | За новаторський внесок у волоконно-оптичний зв'язок Оригінальний текст (англ.) [«For pioneering contributions to optical fiber communications»] Помилка: [undefined] Помилка: {{Lang}}: немає тексту (допомога): не вказано код мови (допомога) |
| 1986 | Бернард Відроу                                             | За фундаментальний внесок в адаптивне фільтрування, адаптивне шумо- та ехоприглушення, а також адаптивні антени Оригінальний текст (англ.) [«For fundamental contributions to adaptive filtering, adaptive noise and echo cancellation, and adaptive antennas»] Помилка: [undefined] Помилка: {{Lang}}: немає тексту (допомога): не вказано код мови (допомога) |
| 1987 | Джоел Стенлі Енгель Річард Френкель William C. Jakes, Jr.  | За фундаментальний внесок у теорію, проєктування та впровадження систем стільникового мобільного зв'язку Оригінальний текст (англ.) [«For fundamental contributions to the theory, design and deployment of cellular mobile communications systems»] Помилка: [undefined] Помилка: {{Lang}}: немає тексту (допомога): не вказано код мови (допомога) |
| 1988 | Роберт Меткалф                                             | За внесок у винахід, стандартизацію та комерціалізацію локальних мереж — особливо Ethernet Оригінальний текст (англ.) [«For contributions to the invention, standardization and commercialization of local area networks — especially the Ethernet»] Помилка: [undefined] Помилка: {{Lang}}: немає тексту (допомога): не вказано код мови (допомога) |
| 1989 | Джеральд Еш Billy B. Oliver                                | За внесок у розробку та впровадження динамічної неієрархічної маршрутизації (англ. Dynamic Nonhierarchical Routing, DNHR) у телекомунікаційних мережах Оригінальний текст (англ.) [«For contributions to the conception and implementation of Dynamic Nonhierarchical Routing (DNHR) in telecommunications networks»] Помилка: [undefined] Помилка: {{Lang}}: немає тексту (допомога): не вказано код мови (допомога)                                                                                               |
| 1990 | Пол Берен                                                  | За новаторство у пакетній комутації Оригінальний текст (англ.) [«For pioneering in Packet Switching»] Помилка: [undefined] Помилка: {{Lang}}: немає тексту (допомога): не вказано код мови (допомога) |
| 1991 | Кассіус Чапін Катлер Джон Лімб Арун Нетравалі              | За винайдення та розроблення прогнозного кодування зображень та послідовностей зображень Оригінальний текст (англ.) [«For the invention and development of predictive coding of pictures and picture sequences»] Помилка: [undefined] Помилка: {{Lang}}: немає тексту (допомога): не вказано код мови (допомога) |
| 1992 | Джеймс Мессі                                               | За внесок у теорію та практичну реалізацію кодів, що виправляють прямі помилки, багатокористувацькі комунікації та криптографічні системи; і за відмінні успіхи в інженерній освіті Оригінальний текст (англ.) [«For contributions to the theory and practical implementation of forward-errorcorrecting codes, multi-user communications, and cryptographic systems; and for excellence in engineering education»] Помилка: [undefined] Помилка: {{Lang}}: немає тексту (допомога): не вказано код мови (допомога) |
| 1993 | Дональд Кокс                                               | За новаторство та лідерство в персональних портативних комунікаціях Оригінальний текст (англ.) [«For pioneering and leadership in personal portable communications»] Помилка: [undefined] Помилка: {{Lang}}: немає тексту (допомога): не вказано код мови (допомога) |
| 1994 | Хіроші Іносе                                               | За новаторський внесок у цифрову комутацію та модуляцію та за лідерство у міжнародних телекомунікаціях Оригінальний текст (англ.) [«For pioneering contributions to digital switching and modulation, and for leadership in international telecommunications»] Помилка: [undefined] Помилка: {{Lang}}: немає тексту (допомога): не вказано код мови (допомога) |
| 1995 | Ірвін Джейкобс                                             | За видатний внесок у телекомунікації, включаючи лідерство, теорію, практику та розробку продуктів Оригінальний текст (англ.) [«For outstanding contributions to telecommunications, including leadership, theory, practice and product development»] Помилка: [undefined] Помилка: {{Lang}}: немає тексту (допомога): не вказано код мови (допомога) |
| 1996 | Тадахіро Секімото                                          | За новаторський внесок у цифровий супутниковий зв'язок та лідерство у галузі розвитку цифрових комунікацій Оригінальний текст (англ.) [«For pioneering contributions to digital satellite communications and industry leadership in developing digital communications»] Помилка: [undefined] Помилка: {{Lang}}: немає тексту (допомога): не вказано код мови (допомога) |
| 1997 | Вінтон Серф Роберт Елліот Кан                              | За розробку архітектури та протоколів Інтернету, а також за бачення та стійке лідерство, що призвели до сьогоднішнього Інтернету Оригінальний текст (англ.) [«For conceiving the Internet architecture and protocols, and for the vision and sustained leadership that led to the current Internet»] Помилка: [undefined] Помилка: {{Lang}}: немає тексту (допомога): не вказано код мови (допомога) |
| 1998 | Річард Благут                                              | За внесок у кодування з контролем помилок, зокрема за рахунок поєднання алгебраїчної теорії кодування та методів цифрового перетворення Оригінальний текст (англ.) [«For contributions to error-control coding, particularly by combining algebraic coding theory and digital transform techniques»] Помилка: [undefined] Помилка: {{Lang}}: немає тексту (допомога): не вказано код мови (допомога) |
| 1999 | Девід Мессершмітт                                          | За фундаментальний внесок у теорію та практику зв'язку, включаючи VLSI для обробки сигналів та програмного забезпечення для симуляції та моделювання Оригінальний текст (англ.) [«For fundamental contributions to communications theory and practice, including VLSI for signal processing, and simulation and modeling software»] Помилка: [undefined] Помилка: {{Lang}}: немає тексту (допомога): не вказано код мови (допомога)                                                                                 |
| 2000 | Володимир Олександрович Котельников                        | За фундаментальний внесок у теорію сигналів Оригінальний текст (англ.) [«For fundamental contributions to signal theory»] Помилка: [undefined] Помилка: {{Lang}}: немає тексту (допомога): не вказано код мови (допомога) |
| 2001 | Нагородждення не було                                      | Нагородждення не було |
| 2002 | Цунео Накахара                                             | За новаторські роботи з проєктування та розробки систем виробництва оптичних волокон Оригінальний текст (англ.) [«For pioneering work on the design and development of manufacturing systems for optical fibers»] Помилка: [undefined] Помилка: {{Lang}}: немає тексту (допомога): не вказано код мови (допомога) |
| 2003 | Йоахім Гаґенауер                                           | За внесок у м'яке декодування та його застосування в ітеративному алгоритмі декодування Оригінальний текст (англ.) [«For contributions to soft decoding and its application to iterative decoding algorithm»] Помилка: [undefined] Помилка: {{Lang}}: немає тексту (допомога): не вказано код мови (допомога) |
| 2004 | Нагородження не було                                       | Нагородження не було |
| 2005 | Джим Омура                                                 | За внесок у теорію систем зв'язку та комерційні програми радіостанцій із розширеним спектром та криптографію з відкритим ключем Оригінальний текст (англ.) [«For contributions to the theory of communication systems and the commercial applications of spread spectrum radios and public key cryptography»] Помилка: [undefined] Помилка: {{Lang}}: немає тексту (допомога): не вказано код мови (допомога) |
| 2006 | Джон Возенкрафт                                            | За розвиток послідовного декодування та концепції сигнального простору для цифрової комунікації Оригінальний текст (англ.) [«For the development of sequential decoding and the signal space approach to digital communication»] Помилка: [undefined] Помилка: {{Lang}}: немає тексту (допомога): не вказано код мови (допомога) |
| 2007 | Норман Абрамсон                                            | За внесок у розвиток сучасних мереж передачі даних шляхом фундаментальної роботи з довільним множинним доступом Оригінальний текст (англ.) [«For contributions to the development of modern data networks through fundamental work in random multiple access»] Помилка: [undefined] Помилка: {{Lang}}: немає тексту (допомога): не вказано код мови (допомога) |
| 2008 | Жерар Джозеф Фоскіні                                       | За основний внесок у науку та технологію бездротового зв'язку з багатьма антенами Оригінальний текст (англ.) [«For seminal contributions to the science and technology of multiple-antenna wireless communications»] Помилка: [undefined] Помилка: {{Lang}}: немає тексту (допомога): не вказано код мови (допомога) |
| 2009 | Роберт Макліс                                              | За фундаментальний внесок у теорію і практику кодів з виправленням помилок і в розробку систем електрозв'язку в далекому космосі. Оригінальний текст (англ.) [«For fundamental contributions to the theory and practice of error-correcting codes and to the design of deep space telecommunication systems»] Помилка: [undefined] Помилка: {{Lang}}: немає тексту (допомога): не вказано код мови (допомога) |
| 2010 | Джон Сіоффі                                                | За видатну технологію дискретної багатотональної модуляції, що стала основою розвитку DSL-індустрії Оригінальний текст (англ.) [«For pioneering discrete multitone modem technology as the foundation of the global DSL industry»] Помилка: [undefined] Помилка: {{Lang}}: немає тексту (допомога): не вказано код мови (допомога) |
| 2011 | Арогясвамі Паулрадж                                        | За новаторський внесок у застосування багатоантенної технології в системах бездротового зв'язку Оригінальний текст (англ.) [«For pioneering contributions to the application of multiantenna technology to wireless communication systems»] Помилка: [undefined] Помилка: {{Lang}}: немає тексту (допомога): не вказано код мови (допомога) |
| 2012 | Леонард Кляйнрок                                           | За новаторський внесок у моделювання, аналіз та проєктування мереж комутації пакетів Оригінальний текст (англ.) [«For pioneering contributions to modeling, analysis, and design of packet-switching networks»] Помилка: [undefined] Помилка: {{Lang}}: немає тексту (допомога): не вказано код мови (допомога) |
| 2013 | Андрій Храпливий Роберт Ткач                               | За внесок у науку та технологію оптичного зв'язку, що забезпечує високошвидкісне мультиплексування з діленням довжини хвилі шляхом пом'якшення наслідків нелінійності волокон Оригінальний текст (англ.) [«For contributions to the science and technology of optical communications enabling high-speed wavelength division multiplexing through the mitigation of the effects of fiber nonlinearity»] Помилка: [undefined] Помилка: {{Lang}}: немає тексту (допомога): не вказано код мови (допомога)             |
| 2014 | Dariush Divsalar                                           | За фундаментальний внесок у теорію і практику канальних кодів, які змінили далекий космічний та інші форми безпровідного зв'язку Оригінальний текст (англ.) [«For fundamental contributions to the theory and practice of channel codes that transformed deep space and other forms of wireless communications»] Помилка: [undefined] Помилка: {{Lang}}: немає тексту (допомога): не вказано код мови (допомога) |
| 2015 | Френк Келлі                                                | За створення принципових математичних основ розробки та аналізу контролю перевантаження, маршрутизації та блокувань в сучасних мережах зв'язку Оригінальний текст (англ.) [«For creating principled mathematical foundations for the design and analysis of congestion control, routing, and blocking in modern communication networks»] Помилка: [undefined] Помилка: {{Lang}}: немає тексту (допомога): не вказано код мови (допомога)                                                                            |
| 2016 | Roberto Padovani                                           | За інновації, що забезпечують ефективний широкосмуговий бездротовий доступ до Інтернету, який є центральним для всіх стільникових мереж третього покоління Оригінальний текст (англ.) [«For innovations enabling efficient, wideband, wireless access to the Internet, that is central to all third-generation cellular networks»] Помилка: [undefined] Помилка: {{Lang}}: немає тексту (допомога): не вказано код мови (допомога)                                                                                  |
| 2017 | Вінсент Пур                                                | За фундаментальний внесок в обробку сигналів та його застосування до цифрових комунікацій Оригінальний текст (англ.) [«For fundamental contributions to signal processing and its application to digital communications»] Помилка: [undefined] Помилка: {{Lang}}: немає тексту (допомога): не вказано код мови (допомога) |
| 2018 | Намбіраджан Шешадрі                                        | За внесок у теорію та практику бездротового зв'язку Оригінальний текст (англ.) [«For contributions to the theory and practice of wireless communications»] Помилка: [undefined] Помилка: {{Lang}}: немає тексту (допомога): не вказано код мови (допомога) |
| 2019 | Тереза Менґ                                                | За технічний внесок та лідерство у розвитку бездротових напівпровідникових технологій Оригінальний текст (англ.) [«For technical contributions to and leadership in the development of wireless semiconductor technology»] Помилка: [undefined] Помилка: {{Lang}}: немає тексту (допомога): не вказано код мови (допомога) |
| 2020 | Rajiv Laroia                                               | За внесок у стільникові бездротові системи передачі даних Оригінальний текст (англ.) [«For contributions to cellular wireless data systems»] Помилка: [undefined] Помилка: {{Lang}}: немає тексту (допомога): не вказано код мови (допомога) |
| 2021 | Нік Мак-Кеон                                               | За внесок в архітектуру інтернет-маршрутизаторів і програмно-визначених мереж Оригінальний текст (англ.) [«For contributions to internet router architecture and software-defined networking»] Помилка: [undefined] Помилка: {{Lang}}: немає тексту (допомога): не вказано код мови (допомога) |
| 2022 | P. R. Kumar                                                | За фундаментальний внесок у моделювання, аналіз і проєктування бездротових мереж Оригінальний текст (англ.) [«For seminal contributions to the modeling, analysis, and design of wireless networks»] Помилка: [undefined] Помилка: {{Lang}}: немає тексту (допомога): не вказано код мови (допомога) |
| 2023 | Інгеборг Гохмайр, Ервін Гохмайр                            | Для дослідження, розробку та реалізацію багатоканальних мікроелектронних кохлеарних імплантів Оригінальний текст (англ.) [«For the research, development, and realization of multi-channel microelectronic cochlear implants»] Помилка: [undefined] Помилка: {{Lang}}: немає тексту (допомога): не вказано код мови (допомога) |